# Copa de Alemania 2022-23
La DFB-Pokal 2022-23 fue la 80.ª edición de esta competición anual de la Copa de Alemania. Inició el 29 de julio de 2022 con la primera ronda y finalizó el 3 de junio de 2023 en el estadio Olímpico de Berlín. El campeón participó en la Supercopa de Alemania 2023 y en la Liga Europa de la UEFA 2023-24. El RB Leipzig fue el campeón defensor.

## Calendario
Todos los sorteos generalmente se realizaron en el Museo Alemán de Fútbol en Dortmund, en domingo por la noche a las 18:30 después de cada ronda (a menos que se indique lo contrario). Los sorteos fueron televisados por ARD y Sportschau. A partir de los cuartos de final, el sorteo de DFB-Pokal Femenina también se llevó a cabo al mismo tiempo. Las diferentes rondas fueron programadas de la siguiente forma:
| Ronda            | Fecha de sorteo         | Partidos                                        |
| ---------------- | ----------------------- | ----------------------------------------------- |
| Primera ronda    | 29 de mayo de 2022      | 29 de julio al 31 de agosto de 2022             |
| Segunda ronda    | 4 de septiembre de 2022 | 18–19 de octubre de 2022                        |
| Octavos de final | 23 de octubre de 2022   | 31 de enero al 8 de febrero de 2023             |
| Cuartos de final | 12 de febrero de 2023   | 4–5 de abril de 2023                            |
| Semifinales      | 9 de abril de 2023      | 2–3 de mayo de 2023                             |
| Final            | 9 de abril de 2023      | 3 de junio de 2023 en el Olympiastadion, Berlín |

## Equipos participantes
Participaron 64 equipos: los 18 equipos de la 1. Bundesliga 2021-22, los 18 equipos de la 2. Bundesliga 2021-22, los cuatro mejores equipos de la 3. Liga 2021-22 y 24 equipos de las 21 Copas Regionales 2021-22 (Las Copas Regionales Westfalia, Baviera y Baja Sajonia tuvieron dos representantes cada una, las otras Copas Regionales solo uno).
| Bundesliga Los 18 clubes de la temporada 2021-22. | 2. Bundesliga Los 18 clubes de la temporada 2021-22. | 3. Liga Los mejores 4 clubes de la temporada 2021-22. |
| - Arminia Bielefeld - Augsburgo - Bayer Leverkusen - Bayern Múnich - Bochum - Borussia Dortmund - Borussia Mönchengladbach - Colonia - Eintracht Fráncfort - Friburgo - Greuther Fürth - Hertha Berlín - Hoffenheim - Maguncia 05 - RB Leipzig - Stuttgart - Wolfsburgo - Unión Berlín | - Darmstadt 98 - Dinamo Dresde - Erzgebirge Aue - Fortuna Düsseldorf - Hamburgo - Hannover 96 - Hansa Rostock - Heidenheim - Holstein Kiel - Ingolstadt 04 - Jahn Ratisbona - Karlsruher - Núremberg - Paderborn 07 - Sandhausen - San Pauli - Schalke 04 - Werder Bremen | - Magdeburgo - Eintracht Brunswick - Kaiserslautern - 1860 Múnich |
| Representativos de las asociaciones regionales Los 24 representativos de 21 asociaciones regionales de la DFB, clasifican a través de Copas Regionales 2021-22. | | |
| - Baden Waldhof Mannheim - Baviera Illertissen (GC) Bayreuth (RL) - Berlín Viktoria Berlín - Brandeburgo Energie Cottbus - Bremen Bremer - Hamburgo Teutonia Ottensen - Hesse Kickers Offenbach                                                                                        | - Baja Renania Straelen - Baja Sajonia Schwarz-Weiß Rehden (3L/RL) Blau-Weiß Lohne (AM) - Mecklenburgo-Pomerania Neustrelitz - Renania Media Viktoria Colonia - Renania Engers - Sarre Elversberg - Sajonia Chemnitzer                                                    | - Sajonia-Anhalt Einheit Wernigerode - Schleswig-Holstein Lübeck - Baden del Sur Oberachern - Suroeste Schott Maguncia - Turingia Carl Zeiss Jena - Westfalia Rödinghausen (GC) Kaan-Marienborn (OL) - Wurtemberg Stuttgarter Kickers |

## Formato

### Participación
La DFB-Pokal comenzó con una ronda de 64 equipos. Los 36 equipos de la Bundesliga y 2. Bundesliga, junto con los 4 primeros clasificados de la 3. Liga se calificaron automáticamente para el torneo. De los restantes cupos, 21 se otorgaron a los ganadores de las copas de las asociaciones regionales de fútbol, el Verbandspokal o Copas Regionales. Los 3 cupos restantes se asignaron a las tres asociaciones regionales con la mayoría de los equipos, que fueron Baviera, Baja Sajonia y Westfalia. El equipo amateur mejor clasificado de Regionalliga Bayern recibió el lugar para Baviera. Para Baja Sajonia, la Copa de Baja Sajonia se dividió en dos llaves: uno para 3. Liga y Regionalliga Nord, y el otro para equipos amateur. Los ganadores de cada llave clasificaron. Para Westfalia, el ganador de un play-off entre el equipo mejor clasificado de la Regionalliga West y la Oberliga Westfalen también se clasificó. Como cada equipo tuvo derecho a participar en torneos locales que clasificaron para las copas de la asociación, cada equipo podía, en principio, competir en la DFB-Pokal. Los equipos de reserva y las secciones de fútbol combinadas no podían entrar, junto con dos equipos de la misma asociación o corporación.

### Sorteo
Los sorteos para las diferentes rondas se realizaron de la siguiente manera:
Para la primera ronda, los equipos participantes se dividieron en dos bombos de 32 equipos cada uno. El primer bombo contuvo todos los equipos que se han clasificado a través de sus competiciones de copa regionales, los mejores cuatro equipos de la 3. Liga y los cuatro equipos inferiores de la 2. Bundesliga. Cada equipo de este bombo fue emparejado con un equipo del segundo bombo, que contuvo todos los equipos profesionales restantes (todos los equipos de la Bundesliga y los catorce equipos restantes de la 2. Bundesliga). Los equipos del primer bombo se establecieron como el equipo local en el proceso del sorteo.
El escenario de dos bombos también se aplicó para la segunda ronda, con los restantes equipos de la 3. Liga y/o equipo(s) amateur(s) en el primer bombo y los restantes equipos de la Bundesliga y 2. Bundesliga en el otro bombo. Una vez más, la 3. Liga y/o equipo(s) amateur(s) sirvieron como anfitriones. Sin embargo, esta vez los bombos no tuvieron que ser de la misma cantidad, dependiendo de los resultados de la primera ronda. Teóricamente, incluso era posible que haya un solo bombo, si todos los equipos de uno de los bombos de la primera ronda vencían a todos los demás en el segundo bombo. Una vez que un bombo estuviera vacío, los pares restantes se extraerían del otro bombo con el primer equipo sorteado para un partido que sirva como anfitriones.
Para las rondas restantes, el sorteo se realizó desde un solo bote. Cualquier equipo de la 3. Liga y/o equipo(s) amateur(s) fue el equipo local si se empareja contra un equipo profesional. En todos los demás casos, el primer equipo seleccionado sirvió como anfitrión.

### Sistema de juego
Los equipos se enfrentaron en un solo partido por ronda. En caso de empate en tiempo reglamentario, se añadieron dos tiempos suplementarios de quince minutos cada uno y si el encuentro seguía igualado, la tanda de penaltis definió que equipo avanzaba a la siguiente fase. Un total de siete jugadores podían aparecer en el banco de suplentes, y se permitían hasta tres sustituciones durante los 90 minutos. Después de la aprobación por la IFAB en 2016, se permitió el uso de un cuarto sustituto en tiempo adicional como parte de un proyecto piloto. A partir de los cuartos de final, un árbitro asistente de video fue designado para todos los partidos de DFB-Pokal. Aunque técnicamente era posible, el VAR no se utilizó para los partidos en casa de los clubes de la Bundesliga antes de los cuartos de final para brindar un enfoque uniforme a todos los partidos.

### Clasificación
El ganador de la DFB-Pokal obtuvo la calificación automática para la fase de grupos de la edición del próximo año de la Liga Europa de la UEFA. Si ya se habían clasificado para la Liga de Campeones de la UEFA a través de la posición en la Bundesliga, el puesto fue al equipo en sexto lugar, y la segunda ronda de clasificación de la liga fue para el equipo en séptimo lugar. El ganador también recibirá la Supercopa de Alemania al comienzo de la próxima temporada, y se enfrentó al campeón de la Bundesliga del año anterior, a menos que el mismo equipo ganaba la Bundesliga y la DFB-Pokal, completando un doblete. En ese caso, el subcampeón de la Bundesliga tomaría el lugar y el anfitrión en su lugar.
El fixture fue el siguiente:

## Partidos
Se llevaron a cabo un total de sesenta y tres partidos, comenzando con la primera ronda el 29 de julio de 2022 y culminando con la final el 3 de junio de 2023 en el Olympiastadion en Berlín.
Los horarios hasta el 29 de octubre de 2022 y desde el 26 de marzo de 2023 son CEST (UTC+2). Los horarios del 30 de octubre de 2022 al 25 de marzo de 2023 son CET (UTC+1).

### Primera ronda
El sorteo de la primera ronda se celebró el 29 de mayo de 2022 con Kevin Großkreutz y Bernd Neuendorf sorteando los partidos. Treinta partidos tuvieron lugar del 29 de julio al 1 de agosto de 2022, los restantes dos partidos que involucraron a los participantes de la Supercopa 2022 (jugada el 30 de julio), tuvieron lugar el 30 y 31 de agosto de 2022.
| 29 de julio de 2022, 18:00 | Neustrelitz | 0:8 (0:1)                     | Karlsruher                                                                        | Parkstadion, Neustrelitz                                  |                                                           |
|                            |             | DFB Reporte Soccerway Reporte | Schleusener 12', 14', 41' · Gondorf 67' · Batmaz 72' · Gordon 73' · Rapp 82', 87' | Asistencia: 8000 espectadores Árbitro(s): Konrad Oldhafer | Asistencia: 8000 espectadores Árbitro(s): Konrad Oldhafer |

| 29 de julio de 2022, 18:00 | Kaan-Marienborn | 0:2 (0:1)                     | Núremberg                | Leimbachstadion, Siegen                                 |                                                         |
|                            |                 | DFB Reporte Soccerway Reporte | Geis 45' · Valentini 84' | Asistencia: 8000 espectadores Árbitro(s): Robert Kampka | Asistencia: 8000 espectadores Árbitro(s): Robert Kampka |

| 29 de julio de 2022, 18:00 | Dinamo Dresde | 0:1 (0:1)                     | Stuttgart     | Rudolf-Harbig-Stadion, Dresde                                  |                                                                |
|                            |               | DFB Reporte Soccerway Reporte | Churlinov 33' | Asistencia: 22 644 espectadores Árbitro(s): Florian Badstübner | Asistencia: 22 644 espectadores Árbitro(s): Florian Badstübner |

| 29 de julio de 2022, 20:45 | 1860 Múnich | 0:3 (0:3)                     | Borussia Dortmund                       | Grünwalder Stadion, Múnich                                 |                                                            |
|                            |             | DFB Reporte Soccerway Reporte | Malen 8' · Bellingham 31' · Adeyemi 35' | Asistencia: 15 000 espectadores Árbitro(s): Benjamin Brand | Asistencia: 15 000 espectadores Árbitro(s): Benjamin Brand |

| 30 de julio de 2022, 13:00 | Viktoria Berlín | 0:3 (0:2)                     | Bochum                               | Friedrich-Ludwig-Jahn-Sportpark, Berlín               |                                                       |
|                            |                 | DFB Reporte Soccerway Reporte | Zoller 18' · Asano 22' · Hofmann 65' | Asistencia: 5573 espectadores Árbitro(s): Patrick Alt | Asistencia: 5573 espectadores Árbitro(s): Patrick Alt |

| 30 de julio de 2022, 13:00 | Straelen                            | 3:4 (2:2)                     | San Pauli                             | MSV-Arena, Duisburgo                                |                                                     |
|                            | Vicario 19', 80' · Nshimirimana 42' | DFB Reporte Soccerway Reporte | Smith 26' · Medić 40', 90' · Otto 62' | Asistencia: 5874 espectadores Árbitro(s): Tom Bauer | Asistencia: 5874 espectadores Árbitro(s): Tom Bauer |

| 30 de julio de 2022, 15:30 | Elversberg                                                     | 4:3 (3:2)                     | Bayer Leverkusen                      | Waldstadion, Spiesen-Elversberg                           |                                                           |
|                            | Rochelt 2' · Koffi 17' (pen.) · Schnellbacher 37' · Conrad 74' | DFB Reporte Soccerway Reporte | Hložek 5' · Aránguiz 30' · Schick 89' | Asistencia: 7500 espectadores Árbitro(s): Martin Petersen | Asistencia: 7500 espectadores Árbitro(s): Martin Petersen |

| 30 de julio de 2022, 15:30 | Jahn Ratisbona                                     | 2:2 (2:2, 2:1) (t. s.)(4:3 p.) | Colonia                                          | Jahnstadion Regensburg, Ratisbona                       |                                                         |
|                            | Albers 18' · Owusu 27'                             | DFB Reporte Soccerway Reporte  | Uth 28' · Ljubičić 63'                           | Asistencia: 13 236 espectadores Árbitro(s): Felix Brych | Asistencia: 13 236 espectadores Árbitro(s): Felix Brych |
|                            |                                                    | Tiros desde el punto penal     |                                                  |                                                         |                                                         |
|                            | Makridis · Thalhammer · Saller · Yıldırım · Gimber |                                | Ljubičić · Chabot · Maina · Thielmann · Ehizibue |                                                         |                                                         |

| 30 de julio de 2022, 15:30 | Illertissen | 0:2 (0:0)                     | Heidenheim            | Vöhlinstadion, Illertissen                            |                                                       |
|                            |             | DFB Reporte Soccerway Reporte | Mainka 57' · Beck 80' | Asistencia: 3500 espectadores Árbitro(s): Marco Fritz | Asistencia: 3500 espectadores Árbitro(s): Marco Fritz |

| 30 de julio de 2022, 15:30 | Lübeck        | 1:0 (0:0)                     | Hansa Rostock | Stadion Lohmühle, Lübeck                                 |                                                          |
|                            | Gözüsirin 78' | DFB Reporte Soccerway Reporte |               | Asistencia: 10 351 espectadores Árbitro(s): Arne Aarnink | Asistencia: 10 351 espectadores Árbitro(s): Arne Aarnink |

| 30 de julio de 2022, 15:30 | Bayreuth      | 1:3 (1:1, 1:0) (t. s.)        | Hamburgo                               | Hans-Walter-Wild-Stadion, Bayreuth                         |                                                            |
|                            | Hemmerich 16' | DFB Reporte Soccerway Reporte | Königsdörffer 83', 111' · Schonlau 97' | Asistencia: 14 700 espectadores Árbitro(s): Michael Bacher | Asistencia: 14 700 espectadores Árbitro(s): Michael Bacher |

| 30 de julio de 2022, 15:30 | Einheit Wernigerode | 0:10 (0:3)                    | Paderborn 07                                                                                 | Sportforum Wernigerode, Wernigerode                      |                                                          |
|                            |                     | DFB Reporte Soccerway Reporte | Justvan 7', 46' · Leipertz 10', 58' · Pieringer 40', 50', 53', 90' · Srbeny 49' · Tachie 67' | Asistencia: 3000 espectadores Árbitro(s): Richard Hempel | Asistencia: 3000 espectadores Árbitro(s): Richard Hempel |

| 30 de julio de 2022, 18:00 | Stuttgarter Kickers    | 2:0 (1:0)                     | Greuther Fürth | GAZI-Stadion auf der Waldau, Stuttgart                |                                                       |
|                            | Zagaria 9' · Braig 89' | DFB Reporte Soccerway Reporte |                | Asistencia: 7500 espectadores Árbitro(s): Timo Gerach | Asistencia: 7500 espectadores Árbitro(s): Timo Gerach |

| 30 de julio de 2022, 18:00 | Kickers Offenbach | 1:4 (0:1)                     | Fortuna Düsseldorf                                  | Bieberer Berg, Offenbach                                    |                                                             |
|                            | Lemmer 57'        | DFB Reporte Soccerway Reporte | Hoffmann 33' · Lemmer 54' (a.g.) · Ginczek 71', 79' | Asistencia: 16 620 espectadores Árbitro(s): Benjamin Cortus | Asistencia: 16 620 espectadores Árbitro(s): Benjamin Cortus |

| 30 de julio de 2022, 18:00 | Carl Zeiss Jena | 0:1 (0:0)                     | Wolfsburgo     | Ernst-Abbe-Sportfeld, Jena                             |                                                        |
|                            |                 | DFB Reporte Soccerway Reporte | Marmoush 90+2' | Asistencia: 6100 espectadores Árbitro(s): Florian Heft | Asistencia: 6100 espectadores Árbitro(s): Florian Heft |

| 31 de julio de 2022, 13:00 | Schwarz-Weiß Rehden | 0:4 (0:3)                     | Sandhausen                                  | Sportplatz Waldsportstätten, Rehden                       |                                                           |
|                            |                     | DFB Reporte Soccerway Reporte | Bachmann 23', 45' · Kutucu 32' · Zhirov 51' | Asistencia: 1500 espectadores Árbitro(s): Florian Lechner | Asistencia: 1500 espectadores Árbitro(s): Florian Lechner |

| 31 de julio de 2022, 13:00 | Bremer | 0:5 (0:4)                     | Schalke 04                                                      | Marschweg-Stadion, Oldemburgo                                  |                                                                |
|                            |        | DFB Reporte Soccerway Reporte | Zalazar 3' · Drexler 12', 33' · Kmiec 39' (a.g.) · Kamiński 83' | Asistencia: 10 000 espectadores Árbitro(s): Patrick Hanslbauer | Asistencia: 10 000 espectadores Árbitro(s): Patrick Hanslbauer |

| 31 de julio de 2022, 15:30 | Engers  | 1:7 (0:2)                     | Arminia Bielefeld                                                    | Stadion Oberwerth, Coblenza                                   |                                                               |
|                            | Kap 54' | DFB Reporte Soccerway Reporte | Serra 9', 70' · Klos 24', 50' · Okugawa 56' · Lasme 86' · Hack 90+1' | Asistencia: 3558 espectadores Árbitro(s): Wolfgang Haslberger | Asistencia: 3558 espectadores Árbitro(s): Wolfgang Haslberger |

| 31 de julio de 2022, 15:30 | Schott Maguncia | 0:3 (0:2)                     | Hannover 96                                      | Stadion am Bruchweg, Maguncia                           |                                                         |
|                            |                 | DFB Reporte Soccerway Reporte | Ahlbach 36' (a.g.) · Beier 42' · Haas 50' (a.g.) | Asistencia: 3000 espectadores Árbitro(s): Florian Exner | Asistencia: 3000 espectadores Árbitro(s): Florian Exner |

| 31 de julio de 2022, 15:30 | Rödinghausen | 0:2 (0:0, 0:0) (t. s.)        | Hoffenheim               | Häcker Wiehenstadion, Rödinghausen                      |                                                         |
|                            |              | DFB Reporte Soccerway Reporte | Kabak 115' · Prömel 118' | Asistencia: 10 000 espectadores Árbitro(s): Robin Braun | Asistencia: 10 000 espectadores Árbitro(s): Robin Braun |

| 31 de julio de 2022, 15:30 | Kaiserslautern | 1:2 (1:1, 1:0) (t. s.)        | Friburgo               | Fritz-Walter-Stadion, Kaiserslautern                       |                                                            |
|                            | Ritter 33'     | DFB Reporte Soccerway Reporte | Sallai 82' · Dōan 111' | Asistencia: 38 317 espectadores Árbitro(s): Jörg Jablonksi | Asistencia: 38 317 espectadores Árbitro(s): Jörg Jablonksi |

| 31 de julio de 2022, 15:30 | Oberachern | 1:9 (0:6)                     | Borussia Mönchengladbach                                                                          | Dreisamstadion, Friburgo                                   |                                                            |
|                            | Huber 61'  | DFB Reporte Soccerway Reporte | Thuram 2', 22', 36' · Hofmann 37', 45+3' · Bensebaini 45' · Stindl 47' · Scally 59' · Neuhaus 78' | Asistencia: 13 558 espectadores Árbitro(s): Nicolas Winter | Asistencia: 13 558 espectadores Árbitro(s): Nicolas Winter |

| 31 de julio de 2022, 15:30 | Blau-Weiß Lohne | 0:4 (0:0)                     | Augsburgo                                               | Heinz-Dettmer-Stadion, Lohne                                      |                                                                   |
|                            |                 | DFB Reporte Soccerway Reporte | Maier 51' · Jensen 69' · Niederlechner 81' · Malone 89' | Asistencia: 5000 espectadores Árbitro(s): Sven Waschitzki-Günther | Asistencia: 5000 espectadores Árbitro(s): Sven Waschitzki-Günther |

| 31 de julio de 2022, 18:00 | Eintracht Brunswick                                              | 4:4 (2:2, 0:2) (t. s.)(6:5 p.) | Hertha Berlín                                                    | Eintracht-Stadion, Brunswick                               |                                                            |
|                            | Behrendt 63' (pen.) · Lauberbach 66' · Pherai 91' · Henning 118' | DFB Reporte Soccerway Reporte  | Selke 10' · Maolida 42' · Tousart 103' · Lukebakio 106'          | Asistencia: 14 126 espectadores Árbitro(s): Tobias Stieler | Asistencia: 14 126 espectadores Árbitro(s): Tobias Stieler |
|                            |                                                                  | Tiros desde el punto penal     |                                                                  |                                                            |                                                            |
|                            | Pherai · Marx · Nikolaou · Donkor · Behrendt · Krauße · Henning  |                                | Darida · Kenny · Plattenhardt · Jovetić · Ejuke · Šunjić · Kempf |                                                            |                                                            |

| 31 de julio de 2022, 18:00 | Waldhof Mannheim                        | 0:0 (t. s.)(5:3 p.)           | Holstein Kiel                            | Carl-Benz-Stadion, Mannheim                                |                                                            |
|                            |                                         | DFB Reporte Soccerway Reporte |                                          | Asistencia: 13 137 espectadores Árbitro(s): Tobias Reichel | Asistencia: 13 137 espectadores Árbitro(s): Tobias Reichel |
|                            |                                         | Tiros desde el punto penal    |                                          |                                                            |                                                            |
|                            | Bahn · Rossipal · Russo · Sohm · Wagner |                               | Erras · Komenda · Schulz · Okyere-Wriedt |                                                            |                                                            |

| 31 de julio de 2022, 18:00 | Erzgebirge Aue | 0:3 (0:1)                     | Maguncia 05                                     | Erzgebirgsstadion, Aue                                    |                                                           |
|                            |                | DFB Reporte Soccerway Reporte | Kohr 41' · Burgzorg 70' · Ingvartsen 78' (pen.) | Asistencia: 15 500 espectadores Árbitro(s): Deniz Aytekin | Asistencia: 15 500 espectadores Árbitro(s): Deniz Aytekin |

| 1 de agosto de 2022, 18:00 | Chemnitzer | 1:2 (1:1, 0:0) (t. s.)        | Unión Berlín             | Fischerwiese, Chemnitz                                      |                                                             |
|                            | Müller 62' | DFB Reporte Soccerway Reporte | Pefok 64' · Behrens 114' | Asistencia: 13 465 espectadores Árbitro(s): Bastian Dankert | Asistencia: 13 465 espectadores Árbitro(s): Bastian Dankert |

| 1 de agosto de 2022, 18:00 | Energie Cottbus | 1:2 (0:1)                     | Werder Bremen           | Stadion der Freundschaft, Cottbus                          |                                                            |
|                            | Heike 79'       | DFB Reporte Soccerway Reporte | Schmid 43' · Weiser 73' | Asistencia: 20 078 espectadores Árbitro(s): Daniel Siebert | Asistencia: 20 078 espectadores Árbitro(s): Daniel Siebert |

| 1 de agosto de 2022, 18:00 | Ingolstadt 04 | 0:3 (0:2)                     | Darmstadt 98                               | Audi Sportpark, Ingolstadt                                |                                                           |
|                            |               | DFB Reporte Soccerway Reporte | Tietz 15' · Kempe 42' (pen.) · Warming 84' | Asistencia: 5298 espectadores Árbitro(s): Robert Hartmann | Asistencia: 5298 espectadores Árbitro(s): Robert Hartmann |

| 1 de agosto de 2022, 20:45 | Magdeburgo | 0:4 (0:2)                     | Eintracht Fráncfort                         | MDCC-Arena, Magdeburgo                                   |                                                          |
|                            |            | DFB Reporte Soccerway Reporte | Kamada 4', 59' · Lindstrøm 31' · Alario 90' | Asistencia: 26 350 espectadores Árbitro(s): Felix Zwayer | Asistencia: 26 350 espectadores Árbitro(s): Felix Zwayer |

| 30 de agosto de 2022, 20:45 | Teutonia Ottensen | 0:8 (0:4)                     | RB Leipzig                                                                         | Red Bull Arena, Leipzig                                 |                                                         |
|                             |                   | DFB Reporte Soccerway Reporte | Werner 19', 20', 43' · André Silva 40', 53' · Forsberg 56' · Nkunku 77' · Olmo 80' | Asistencia: 13 084 espectadores Árbitro(s): Harm Osmers | Asistencia: 13 084 espectadores Árbitro(s): Harm Osmers |

| 31 de agosto de 2022, 20:45 | Viktoria Colonia | 0:5 (0:2)                     | Bayern Múnich                                                       | RheinEnergieStadion, Colonia    |                                 |
|                             |                  | DFB Reporte Soccerway Reporte | Gravenberch 35' · Tel 45+1' · Mané 53' · Musiala 67' · Goretzka 82' | Árbitro(s): Matthias Jöllenbeck | Árbitro(s): Matthias Jöllenbeck |

### Segunda ronda
El sorteo de la segunda ronda tuvo lugar el 4 de septiembre de 2022, con Josia Topf sorteando los encuentros. Los 16 partidos se disputaron entre el 18 y 19 de octubre de 2022.
| 18 de octubre de 2022, 18:00 | Lübeck | 0:3 (0:1)                     | Maguncia 05                            | Stadion Lohmühle, Lübeck                              |                                                       |
|                              |        | DFB Reporte Soccerway Reporte | Hack 16' · Ingvartsen 43' · Barkok 88' | Asistencia: 9974 espectadores Árbitro(s): Robin Braun | Asistencia: 9974 espectadores Árbitro(s): Robin Braun |

| 18 de octubre de 2022, 18:00 | Stuttgarter Kickers | 0:2 (0:2)                     | Eintracht Fráncfort          | GAZI-Stadion auf der Waldau, Stuttgart                    |                                                           |
|                              |                     | DFB Reporte Soccerway Reporte | Kolo Muani 11' · Smolčić 18' | Asistencia: 10 000 espectadores Árbitro(s): Deniz Aytekin | Asistencia: 10 000 espectadores Árbitro(s): Deniz Aytekin |

| 18 de octubre de 2022, 18:00 | Waldhof Mannheim | 0:1 (0:0)                     | Núremberg         | Carl-Benz-Stadion, Mannheim                                   |                                                               |
|                              |                  | DFB Reporte Soccerway Reporte | Gohlke 62' (a.g.) | Asistencia: 15 000 espectadores Árbitro(s): Christian Dingert | Asistencia: 15 000 espectadores Árbitro(s): Christian Dingert |

| 18 de octubre de 2022, 18:00 | RB Leipzig                                    | 4:0 (2:0)                     | Hamburgo | Red Bull Arena, Leipzig                                     |                                                             |
|                              | Poulsen 33', 36' · Simakan 69' · Henrichs 81' | DFB Reporte Soccerway Reporte |          | Asistencia: 44 787 espectadores Árbitro(s): Benjamin Cortus | Asistencia: 44 787 espectadores Árbitro(s): Benjamin Cortus |

| 18 de octubre de 2022, 20:45 | Elversberg | 0:1 (0:0)                     | Bochum      | Waldstadion, Spiesen-Elversberg                                   |                                                                   |
|                              |            | DFB Reporte Soccerway Reporte | Losilla 85' | Asistencia: 6911 espectadores Árbitro(s): Sven Waschitzki-Günther | Asistencia: 6911 espectadores Árbitro(s): Sven Waschitzki-Günther |

| 18 de octubre de 2022, 20:45 | Eintracht Brunswick | 1:2 (1:1)                     | Wolfsburgo                 | Eintracht-Stadion, Brunswick                                |                                                             |
|                              | Multhaup 40'        | DFB Reporte Soccerway Reporte | Svanberg 8' · Kaminski 65' | Asistencia: 22 000 espectadores Árbitro(s): Daniel Schlager | Asistencia: 22 000 espectadores Árbitro(s): Daniel Schlager |

| 18 de octubre de 2022, 20:45 | Hoffenheim                                                | 5:1 (3:1)                     | Schalke 04  | PreZero Arena, Sinsheim                                         |                                                                 |
|                              | Dabbur 5', 43' · Angeliño 16' · Kabak 51' · Kadeřábek 63' | DFB Reporte Soccerway Reporte | Drexler 69' | Asistencia: 15 633 espectadores Árbitro(s): Matthias Jöllenbeck | Asistencia: 15 633 espectadores Árbitro(s): Matthias Jöllenbeck |

| 18 de octubre de 2022, 20:45 | Darmstadt 98           | 2:1 (1:0)                     | Borussia Mönchengladbach | Merck-Stadion am Böllenfalltor, Darmstadt                   |                                                             |
|                              | Tietz 23' · Seydel 79' | DFB Reporte Soccerway Reporte | Netz 48'                 | Asistencia: 15 850 espectadores Árbitro(s): Robert Schröder | Asistencia: 15 850 espectadores Árbitro(s): Robert Schröder |

| 19 de octubre de 2022, 18:00 | Hannover 96 | 0:2 (0:1)                     | Borussia Dortmund                            | HDI-Arena, Hannover                                        |                                                            |
|                              |             | DFB Reporte Soccerway Reporte | Arrey-Mbi 11' (a.g.) · Bellingham 71' (pen.) | Asistencia: 49 000 espectadores Árbitro(s): Sven Jablonski | Asistencia: 49 000 espectadores Árbitro(s): Sven Jablonski |

| 19 de octubre de 2022, 18:00 | Friburgo                        | 2:1 (1:1, 0:1) (t. s.)        | San Pauli    | Europa-Park Stadion, Friburgo                           |                                                         |
|                              | Ginter 90+3' · Gregoritsch 119' | DFB Reporte Soccerway Reporte | Daschner 42' | Asistencia: 33 000 espectadores Árbitro(s): Felix Brych | Asistencia: 33 000 espectadores Árbitro(s): Felix Brych |

| 19 de octubre de 2022, 18:00 | Sandhausen                                                            | 2:2 (2:2, 2:0) (t. s.)(8:7 p.) | Karlsruher                                                                           | BWT-Stadion am Hardtwald, Sandhausen                      |                                                           |
|                              | Ambrosius 8' (a.g.) · Zhirov 44'                                      | DFB Reporte Soccerway Reporte  | Wanitzek 58' (pen.) · Breithaupt 72'                                                 | Asistencia: 8644 espectadores Árbitro(s): Martin Petersen | Asistencia: 8644 espectadores Árbitro(s): Martin Petersen |
|                              |                                                                       | Tiros desde el punto penal     |                                                                                      |                                                           |                                                           |
|                              | Ochs · Soukou · Papela · Bachmann · Ritzmaier · Đumić · Höhn · Kutucu |                                | Wanitzek · Gondorf · Heise · Breithaupt · Rapp · Kaufmann · Choi Kyoung-rok · Franke |                                                           |                                                           |

| 19 de octubre de 2022, 18:00 | Paderborn 07                                   | 2:2 (2:2, 2:0) (t. s.)(5:4 p.) | Werder Bremen                                        | Home Deluxe Arena, Paderborn                                 |                                                              |
|                              | Platte 22' · Conteh 42'                        | DFB Reporte Soccerway Reporte  | Bittencourt 65' · Weiser 84'                         | Asistencia: 15 000 espectadores Árbitro(s): Frank Willenborg | Asistencia: 15 000 espectadores Árbitro(s): Frank Willenborg |
|                              |                                                | Tiros desde el punto penal     |                                                      |                                                              |                                                              |
|                              | Leipertz · Justvan · Muslija · Srbeny · Tachie |                                | Füllkrug · Veljković · Schmidt · Gruev · Bittencourt |                                                              |                                                              |

| 19 de octubre de 2022, 20:45 | Augsburgo                          | 2:5 (1:1)                     | Bayern Múnich                                                     | WWK Arena, Augsburgo                                        |                                                             |
|                              | Pedersen 9' · Upamecano 65' (a.g.) | DFB Reporte Soccerway Reporte | Choupo-Moting 27', 59' · Kimmich 53' · Musiala 74' · Davies 90+1' | Asistencia: 30 660 espectadores Árbitro(s): Bastian Dankert | Asistencia: 30 660 espectadores Árbitro(s): Bastian Dankert |

| 19 de octubre de 2022, 20:45 | Stuttgart                                                             | 6:0 (4:0)                     | Arminia Bielefeld | Mercedes-Benz Arena, Stuttgart                              |                                                             |
|                              | Stenzel 20' · Endō 24' · Pfeiffer 29', 52' · Silas 39' · Guirassy 67' | DFB Reporte Soccerway Reporte |                   | Asistencia: 50 000 espectadores Árbitro(s): Robert Hartmann | Asistencia: 50 000 espectadores Árbitro(s): Robert Hartmann |

| 19 de octubre de 2022, 20:45 | Unión Berlín            | 2:0 (1:0)                     | Heidenheim | Alte Försterei, Berlín                                         |                                                                |
|                              | Puchacz 7' · Michel 52' | DFB Reporte Soccerway Reporte |            | Asistencia: 20 500 espectadores Árbitro(s): Florian Badstübner | Asistencia: 20 500 espectadores Árbitro(s): Florian Badstübner |

| 19 de octubre de 2022, 20:45 | Jahn Ratisbona | 0:3 (0:3)                     | Fortuna Düsseldorf                       | Jahnstadion Regensburg, Ratisbona                     |                                                       |
|                              |                | DFB Reporte Soccerway Reporte | Peterson 5' · Kownacki 16' · Iyoha 45+1' | Asistencia: 7892 espectadores Árbitro(s): Timo Gerach | Asistencia: 7892 espectadores Árbitro(s): Timo Gerach |

### Cuadro de desarrollo
|  | Octavos de final            | Octavos de final            |                     |       | Cuartos de final | Cuartos de final |  |  | Semifinales   | Semifinales   |  |  | Final      | Final      |
|  | 31 de enero al 8 de febrero | 31 de enero al 8 de febrero |                     |       | 4 y 5 de abril   | 4 y 5 de abril   |  |  | 2 y 3 de mayo | 2 y 3 de mayo |  |  | 3 de junio | 3 de junio |
|  |                             |                             |                     |       |                  |                  |  |  |               |               |  |  |            |            |
|  |                             |                             |                     |       |                  |                  |  |  |               |               |  |  |            |            |
|  |                             |                             |                     |       |                  |                  |  |  |               |               |  |  |            |            |
|  | Maguncia 05                 | 0                           |                     |       |                  |                  |  |  |               |               |  |  |            |            |
|  | Maguncia 05                 | 0                           |                     |       |                  |                  |  |  |               |               |  |  |            |            |
|  | Bayern Múnich               | 4                           |                     |       |                  |                  |  |  |               |               |  |  |            |            |
|  | Bayern Múnich               | 4                           | Bayern Múnich       | 1     |                  |                  |  |  |               |               |  |  |            |            |
|  |                             |                             |                     | 1     |                  |                  |  |  |               |               |  |  |            |            |
|  |                             | Friburgo                    | 2                   |       |                  |                  |  |  |               |               |  |  |            |            |
|  | Sandhausen                  | Friburgo                    | 2                   | 0     |                  |                  |  |  |               |               |  |  |            |            |
|  | Sandhausen                  |                             |                     | 0     |                  |                  |  |  |               |               |  |  |            |            |
|  | Friburgo                    | 2                           |                     |       |                  |                  |  |  |               |               |  |  |            |            |
|  | Friburgo                    | 2                           | Friburgo            | 1     |                  |                  |  |  |               |               |  |  |            |            |
|  |                             |                             |                     | 1     |                  |                  |  |  |               |               |  |  |            |            |
|  |                             | RB Leipzig                  | 5                   |       |                  |                  |  |  |               |               |  |  |            |            |
|  | RB Leipzig                  | RB Leipzig                  | 5                   | 3     |                  |                  |  |  |               |               |  |  |            |            |
|  | RB Leipzig                  |                             |                     | 3     |                  |                  |  |  |               |               |  |  |            |            |
|  | Hoffenheim                  | 1                           |                     |       |                  |                  |  |  |               |               |  |  |            |            |
|  | Hoffenheim                  | 1                           | RB Leipzig          | 2     |                  |                  |  |  |               |               |  |  |            |            |
|  |                             |                             |                     | 2     |                  |                  |  |  |               |               |  |  |            |            |
|  |                             | Borussia Dortmund           | 0                   |       |                  |                  |  |  |               |               |  |  |            |            |
|  | Bochum                      | Borussia Dortmund           | 0                   | 1     |                  |                  |  |  |               |               |  |  |            |            |
|  | Bochum                      |                             |                     | 1     |                  |                  |  |  |               |               |  |  |            |            |
|  | Borussia Dortmund           | 2                           |                     |       |                  |                  |  |  |               |               |  |  |            |            |
|  | Borussia Dortmund           | 2                           | RB Leipzig          | 2     |                  |                  |  |  |               |               |  |  |            |            |
|  |                             |                             |                     | 2     |                  |                  |  |  |               |               |  |  |            |            |
|  |                             | Eintracht Fráncfort         | 0                   |       |                  |                  |  |  |               |               |  |  |            |            |
|  | Núremberg                   | Eintracht Fráncfort         | 0                   | 1 (5) |                  |                  |  |  |               |               |  |  |            |            |
|  | Núremberg                   |                             |                     | 1 (5) |                  |                  |  |  |               |               |  |  |            |            |
|  | Fortuna Düsseldorf          | 1 (3)                       |                     |       |                  |                  |  |  |               |               |  |  |            |            |
|  | Fortuna Düsseldorf          | 1 (3)                       | Núremberg           | 0     |                  |                  |  |  |               |               |  |  |            |            |
|  |                             |                             |                     | 0     |                  |                  |  |  |               |               |  |  |            |            |
|  |                             | Stuttgart                   | 1                   |       |                  |                  |  |  |               |               |  |  |            |            |
|  | Paderborn 07                | Stuttgart                   | 1                   | 1     |                  |                  |  |  |               |               |  |  |            |            |
|  | Paderborn 07                |                             |                     | 1     |                  |                  |  |  |               |               |  |  |            |            |
|  | Stuttgart                   | 2                           |                     |       |                  |                  |  |  |               |               |  |  |            |            |
|  | Stuttgart                   | 2                           | Stuttgart           | 2     |                  |                  |  |  |               |               |  |  |            |            |
|  |                             |                             |                     | 2     |                  |                  |  |  |               |               |  |  |            |            |
|  |                             | Eintracht Fráncfort         | 3                   |       |                  |                  |  |  |               |               |  |  |            |            |
|  | Eintracht Fráncfort         | Eintracht Fráncfort         | 3                   | 4     |                  |                  |  |  |               |               |  |  |            |            |
|  | Eintracht Fráncfort         |                             |                     | 4     |                  |                  |  |  |               |               |  |  |            |            |
|  | Darmstadt 98                | 2                           |                     |       |                  |                  |  |  |               |               |  |  |            |            |
|  | Darmstadt 98                | 2                           | Eintracht Fráncfort | 2     |                  |                  |  |  |               |               |  |  |            |            |
|  |                             |                             |                     | 2     |                  |                  |  |  |               |               |  |  |            |            |
|  |                             | Unión Berlín                | 0                   |       |                  |                  |  |  |               |               |  |  |            |            |
|  | Unión Berlín                | Unión Berlín                | 0                   | 2     |                  |                  |  |  |               |               |  |  |            |            |
|  | Unión Berlín                |                             |                     | 2     |                  |                  |  |  |               |               |  |  |            |            |
|  | Wolfsburgo                  | 1                           |                     |       |                  |                  |  |  |               |               |  |  |            |            |
|  | Wolfsburgo                  | 1                           |                     |       |                  |                  |  |  |               |               |  |  |            |            |

### Octavos de final
El sorteo de los octavos de final tuvo lugar el 23 de octubre de 2022, con Maria Asnaimer sorteando los partidos. Los ocho partidos tuvieron lugar del 31 de enero al 8 de febrero de 2023.
| 31 de enero de 2023, 18:00 | Paderborn 07         | 1:2 (1:0)                     | Stuttgart                 | Home Deluxe Arena, Paderborn                                |                                                             |
|                            | Mavropanos 3' (a.g.) | DFB Reporte Soccerway Reporte | Dias 86' · Guirassy 90+5' | Asistencia: 15 000 espectadores Árbitro(s): Daniel Schlager | Asistencia: 15 000 espectadores Árbitro(s): Daniel Schlager |

| 31 de enero de 2023, 20:45 | Unión Berlín             | 2:1 (1:1)                     | Wolfsburgo     | Alte Försterei, Berlín                                       |                                                              |
|                            | Knoche 12' · Behrens 79' | DFB Reporte Soccerway Reporte | Waldschmidt 5' | Asistencia: 22 012 espectadores Árbitro(s): Sascha Stegemann | Asistencia: 22 012 espectadores Árbitro(s): Sascha Stegemann |

| 1 de febrero de 2023, 18:00 | RB Leipzig                            | 3:1 (2:0)                     | Hoffenheim  | Red Bull Arena, Leipzig                                       |                                                               |
|                             | Forsberg 8' · Laimer 41' · Werner 83' | DFB Reporte Soccerway Reporte | Dolberg 76' | Asistencia: 34 822 espectadores Árbitro(s): Christian Dingert | Asistencia: 34 822 espectadores Árbitro(s): Christian Dingert |

| 1 de febrero de 2023, 20:45 | Maguncia 05 | 0:4 (0:3)                     | Bayern Múnich                                           | Mewa Arena, Maguncia                                      |                                                           |
|                             |             | DFB Reporte Soccerway Reporte | Choupo-Moting 17' · Musiala 30' · Sané 44' · Davies 83' | Asistencia: 33 305 espectadores Árbitro(s): Deniz Aytekin | Asistencia: 33 305 espectadores Árbitro(s): Deniz Aytekin |

| 7 de febrero de 2023, 18:00 | Sandhausen | 0:2 (0:0)                     | Friburgo                      | BWT-Stadion am Hardtwald, Sandhausen                    |                                                         |
|                             |            | DFB Reporte Soccerway Reporte | Lienhart 87' · Petersen 90+5' | Asistencia: 11 782 espectadores Árbitro(s): Marco Fritz | Asistencia: 11 782 espectadores Árbitro(s): Marco Fritz |

| 7 de febrero de 2023, 20:45 | Eintracht Fráncfort                         | 4:2 (2:2)                     | Darmstadt 98    | Deutsche Bank Park, Fráncfort                            |                                                          |
|                             | Kolo Muani 6', 90' · Borré 44' · Kamada 62' | DFB Reporte Soccerway Reporte | Honsak 29', 31' | Asistencia: 49 500 espectadores Árbitro(s): Felix Zwayer | Asistencia: 49 500 espectadores Árbitro(s): Felix Zwayer |

| 8 de febrero de 2023, 18:00 | Núremberg                                      | 1:1 (1:1, 0:1) (t. s.)(5:3 p.) | Fortuna Düsseldorf                       | Max-Morlock-Stadion, Núremberg                                  |                                                                 |
|                             | Duman 90+3'                                    | DFB Reporte Soccerway Reporte  | Kownacki 33'                             | Asistencia: 26 000 espectadores Árbitro(s): Matthias Jöllenbeck | Asistencia: 26 000 espectadores Árbitro(s): Matthias Jöllenbeck |
|                             |                                                | Tiros desde el punto penal     |                                          |                                                                 |                                                                 |
|                             | Geis · Duman · Gyamerah · Schindler · Shuranov |                                | Kastenmeier · Klarer · Hendrix · Niemiec |                                                                 |                                                                 |

| 8 de febrero de 2023, 20:45 | Bochum            | 1:2 (0:1)                     | Borussia Dortmund  | Vonovia Ruhrstadion, Bochum                                |                                                            |
|                             | Stöger 64' (pen.) | DFB Reporte Soccerway Reporte | Can 45' · Reus 70' | Asistencia: 26 000 espectadores Árbitro(s): Tobias Stieler | Asistencia: 26 000 espectadores Árbitro(s): Tobias Stieler |

### Cuartos de final
El sorteo de los cuartos de final tuvo lugar el 19 de febrero de 2023, con Jacqueline Meißner sorteando los partidos. Los cuatro partidos tuvieron lugar del 4 al 5 de abril de 2023.
| 4 de abril de 2023, 18:00 | Eintracht Fráncfort | 2:0 (2:0)                     | Unión Berlín | Deutsche Bank Park, Fráncfort                               |                                                             |
|                           | Kolo Muani 11', 12' | DFB Reporte Soccerway Reporte |              | Asistencia: 50 000 espectadores Árbitro(s): Bastian Dankert | Asistencia: 50 000 espectadores Árbitro(s): Bastian Dankert |

| 4 de abril de 2023, 20:45 | Bayern Múnich | 1:2 (1:1)                     | Friburgo                        | Allianz Arena, Múnich                                   |                                                         |
|                           | Upamecano 19' | DFB Reporte Soccerway Reporte | Höfler 27' · Höler 90+5' (pen.) | Asistencia: 75 000 espectadores Árbitro(s): Harm Osmers | Asistencia: 75 000 espectadores Árbitro(s): Harm Osmers |

| 5 de abril de 2023, 18:00 | Núremberg | 0:1 (0:0)                     | Stuttgart  | Max-Morlock-Stadion, Núremberg                             |                                                            |
|                           |           | DFB Reporte Soccerway Reporte | Millot 83' | Asistencia: 50 000 espectadores Árbitro(s): Daniel Siebert | Asistencia: 50 000 espectadores Árbitro(s): Daniel Siebert |

| 5 de abril de 2023, 20:45 | RB Leipzig               | 2:0 (1:0)                     | Borussia Dortmund | Red Bull Arena, Leipzig                                 |                                                         |
|                           | Werner 22' · Orbán 90+8' | DFB Reporte Soccerway Reporte |                   | Asistencia: 47 069 espectadores Árbitro(s): Felix Brych | Asistencia: 47 069 espectadores Árbitro(s): Felix Brych |

### Semifinales
El sorteo de las semifinales tuvo lugar el 9 de abril de 2023, con Alfreð Gíslason sorteando los partidos. Los dos partidos tuvieron lugar el 2 y 3 de mayo de 2023.
| 2 de mayo de 2023, 20:45 | Friburgo        | 1:5 (0:4)                     | RB Leipzig                                                            | Europa-Park Stadion, Friburgo                              |                                                            |
|                          | Gregoritsch 75' | DFB Reporte Soccerway Reporte | Olmo 13' · Henrichs 14' · Szoboszlai 37', 90+7' (pen.) · Nkunku 45+1' | Asistencia: 34 700 espectadores Árbitro(s): Sven Jablonski | Asistencia: 34 700 espectadores Árbitro(s): Sven Jablonski |

| 3 de mayo de 2023, 20:45 | Stuttgart              | 2:3 (1:0)                     | Eintracht Fráncfort                              | Mercedes-Benz Arena, Stuttgart                              |                                                             |
|                          | Tomás 19' · Millot 83' | DFB Reporte Soccerway Reporte | N'Dicka 51' · Kamada 55' · Kolo Muani 77' (pen.) | Asistencia: 47 500 espectadores Árbitro(s): Daniel Schlager | Asistencia: 47 500 espectadores Árbitro(s): Daniel Schlager |

### Final
| 3 de junio de 2023, 20:00 | RB Leipzig                  | 2:0 (0:0)                     | Eintracht Fráncfort | Estadio Olímpico, Berlín                                   |                                                            |
|                           | Nkunku 71' · Szoboszlai 85' | DFB Reporte Soccerway Reporte |                     | Asistencia: 74 667 espectadores Árbitro(s): Daniel Siebert | Asistencia: 74 667 espectadores Árbitro(s): Daniel Siebert |

| 21         | Guardameta     | Janis Blaswich     |       |
| 39         | Defensa        | Benjamin Henrichs  |       |
| 16         | Defensa        | Lukas Klostermann  |       |
| 4          | Defensa        | Willi Orban        |       |
| 23         | Defensa        | Marcel Halstenberg |       |
| 17         | Centrocampista | Dominik Szoboszlai | 90+1' |
| 27         | Centrocampista | Konrad Laimer      |       |
| 8          | Centrocampista | Amadou Haidara     | 78'   |
| 7          | Centrocampista | Dani Olmo          |       |
| 18         | Delantero      | Christopher Nkunku |       |
| 11         | Delantero      | Timo Werner        | 61'   |
| Entrenador | Entrenador     | Marco Rose         |       |

| 1          | Guardameta     | Kevin Trapp       |     |
| 35         | Defensa        | Tuta              |     |
| 20         | Defensa        | Makoto Hasebe     | 78' |
| 2          | Defensa        | Evan N'Dicka      |     |
| 24         | Centrocampista | Aurélio Buta      | 87' |
| 17         | Centrocampista | Sebastian Rode    | 70' |
| 8          | Centrocampista | Djibril Sow       |     |
| 32         | Centrocampista | Philipp Max       | 78' |
| 15         | Delantero      | Daichi Kamada     |     |
| 9          | Delantero      | Randal Kolo Muani |     |
| 27         | Delantero      | Mario Götze       |     |
| Entrenador | Entrenador     | Oliver Glasner    |     |

| 9  | Delantero      | Yussuf Poulsen | 61'   |
| 24 | Centrocampista | Xaver Schlager | 78'   |
| 44 | Centrocampista | Kevin Kampl    | 90+1' |

| 29 | Centrocampista | Jesper Lindstrøm        | 70' |
| 19 | Delantero      | Rafael Santos Borré     | 78' |
| 25 | Defensa        | Christopher Lenz        | 78' |
| 26 | Centrocampista | Éric Junior Dina-Ebimbe | 87' |

| Anotado | 71' | Christopher Nkunku | 1–0 |
| Anotado | 85' | Dominik Szoboszlai | 2–0 |

| Amonestado | 81'   | Konrad Laimer      |
| Amonestado | 90+1' | Christopher Nkunku |

| Amonestado | 77'   | Mario Götze       |
| Amonestado | 90+2' | Randal Kolo Muani |

| Árbitro             | Daniel Siebert  |
| Árbitros asistentes | Jan Seidel      |
| Árbitros asistentes | Rafael Foltyn   |
| Cuarto árbitro      | Daniel Schlager |
| Quinto árbitro      | Lasse Koslowski |
| VAR                 | Marco Fritz     |
| Asistente VAR       | Dominik Schaal  |

| 21         | Guardameta     | Janis Blaswich     |       |
| 39         | Defensa        | Benjamin Henrichs  |       |
| 16         | Defensa        | Lukas Klostermann  |       |
| 4          | Defensa        | Willi Orban        |       |
| 23         | Defensa        | Marcel Halstenberg |       |
| 17         | Centrocampista | Dominik Szoboszlai | 90+1' |
| 27         | Centrocampista | Konrad Laimer      |       |
| 8          | Centrocampista | Amadou Haidara     | 78'   |
| 7          | Centrocampista | Dani Olmo          |       |
| 18         | Delantero      | Christopher Nkunku |       |
| 11         | Delantero      | Timo Werner        | 61'   |
| Entrenador | Entrenador     | Marco Rose         |       |

| 1          | Guardameta     | Kevin Trapp       |     |
| 35         | Defensa        | Tuta              |     |
| 20         | Defensa        | Makoto Hasebe     | 78' |
| 2          | Defensa        | Evan N'Dicka      |     |
| 24         | Centrocampista | Aurélio Buta      | 87' |
| 17         | Centrocampista | Sebastian Rode    | 70' |
| 8          | Centrocampista | Djibril Sow       |     |
| 32         | Centrocampista | Philipp Max       | 78' |
| 15         | Delantero      | Daichi Kamada     |     |
| 9          | Delantero      | Randal Kolo Muani |     |
| 27         | Delantero      | Mario Götze       |     |
| Entrenador | Entrenador     | Oliver Glasner    |     |

| 9  | Delantero      | Yussuf Poulsen | 61'   |
| 24 | Centrocampista | Xaver Schlager | 78'   |
| 44 | Centrocampista | Kevin Kampl    | 90+1' |

| 29 | Centrocampista | Jesper Lindstrøm        | 70' |
| 19 | Delantero      | Rafael Santos Borré     | 78' |
| 25 | Defensa        | Christopher Lenz        | 78' |
| 26 | Centrocampista | Éric Junior Dina-Ebimbe | 87' |

| Anotado | 71' | Christopher Nkunku | 1–0 |
| Anotado | 85' | Dominik Szoboszlai | 2–0 |

| Amonestado | 81'   | Konrad Laimer      |
| Amonestado | 90+1' | Christopher Nkunku |

| Amonestado | 77'   | Mario Götze       |
| Amonestado | 90+2' | Randal Kolo Muani |

| Árbitro             | Daniel Siebert  |
| Árbitros asistentes | Jan Seidel      |
| Árbitros asistentes | Rafael Foltyn   |
| Cuarto árbitro      | Daniel Schlager |
| Quinto árbitro      | Lasse Koslowski |
| VAR                 | Marco Fritz     |
| Asistente VAR       | Dominik Schaal  |

| DFB Pokal Trophy              |
|                               |
| Campeón RB Leipzig 2.° título |

## Máximos goleadores
| Jugador                  | Equipo              | Goles |
| ------------------------ | ------------------- | ----- |
| Randal Kolo Muani        | Eintracht Fráncfort | 6     |
| Timo Werner              | RB Leipzig          | 5     |
| Daichi Kamada            | Eintracht Fráncfort | 4     |
| Marvin Pieringer         | Paderborn 07        | 4     |
| Eric Maxim Choupo-Moting | Bayern Múnich       | 3     |
| Jamal Musiala            | Bayern Múnich       | 3     |
| Christopher Nkunku       | RB Leipzig          | 3     |